# Giorgio Moser
Giorgio Moser (Trento, 9 d'octubre de 1923 - Roma, 25 de setembre de 2004) fou un director de cinema i guionista italià. Va dirigir pel·lícules i documentals entre 1954 i 1996.

## Biografia
Llicenciat en jurisprudència, des de jove es va dedicar a la crítica cinematogràfica i al periodisme, aproximant-se al cinema primer com a ajudant de direcció, després com a escriptor de curtmetratges i documentals. El 1955 va realitzar el primer llargmetratge Continente perduto, al costat de Mario Craveri. Dos anys després va dirigir L'impero del sole. Des del 1959 va treballar principalment com a documentalista per la Rai.

## Filmografia

### Documentals
- Continente perduto (1954)
- Dove nasce il Nilo, diari d'un viatge amb Stefano i Andrea Moser Rai (1975)
- Clown in Kabul (2002)

### Direcció
- Un po' di cielo (1955)
- L'impero del sole co-dirigit amb Enrico Gras (1955)
- Violenza segreta (1963)
- Vado a vedere il mondo capisco tutto e torno, telefilm (1973)
- A proposito di Francis Macomber, telefilm (1977)
- Un reietto delle isole (1980)
- Blue Dolphin - L'avventura continua (1990)

### Guionista
- Il ratto delle Sabine (1945)
- Dick smart 2.007, dirigida per Franco Prosperi (1967)
- È più facile che un cammello..., dirigida per Luigi Zampa (1951)

## Premis
- Ós de Plata al 5è Festival Internacional de Cinema de Berlín, 1955 per Continente Perduto
- Premi Especial del Jurat al 8è Festival Internacional de Cinema de Canes